# The Neverending World Tour
The Neverending World Tour – światowa trasa koncertowa Roxette, trwająca od 23 października 2009 do 8 lutego 2016; obejmująca 247 koncertów.
W 2009 zespół dał 42 koncerty w Europie.
W 2010 zespół dał 8 koncertów w Europie.
W 2011 zespół dał 59 koncertów w Europie i 12 w Ameryce Południowej (1 koncert w Estonii i 1 koncert w Meksyku zostały odwołane (koncert w Estonii został odwołany z powodu choroby gardła Marie Fredriksson)).
W 2012 zespół dał 10 koncertów w Australii, 6 w Azji, 14 w Ameryce Południowej, 3 w Afryce Południowej, 16 w Europie i 12 w Ameryce Północnej. Cztery koncerty trasy w różnych częściach świata zostały odwołane.
W 2013 zespół dał 1 koncert w Szwajcarii na festiwalu Snowpen Air.
W 2014 zespół dał 14 koncertów w Europie.
W 2015 zespół dał 10 koncertów w Oceanii i 35 w Europie (jeden koncert w Europie został odwołany z przyczyn technicznych).
W 2016 zespół dał 5 koncertów w Afryce Południowej. 14 koncertów zaplanowanych w Europie zostało odwołanych z powodu choroby Marie Fredriksson.

## Koncerty w 2009
1. 23 października 2009 – Antwerpia, Belgia – Sportpaleis Antwerp
2. 24 października 2009 – Antwerpia, Belgia – Sportpaleis Antwerp
3. 25 października 2009 – Antwerpia, Belgia – Sportpaleis Antwerp
4. 28 października 2009 – Antwerpia, Belgia – Sportpaleis Antwerp
5. 29 października 2009 – Antwerpia, Belgia – Sportpaleis Antwerp
6. 30 października 2009 – Antwerpia, Belgia – Sportpaleis Antwerp
7. 31 października 2009 – Antwerpia, Belgia – Sportpaleis Antwerp
8. 4 listopada 2009 – Antwerpia, Belgia – Sportpaleis Antwerp
9. 6 listopada 2009 – Antwerpia, Belgia – Sportpaleis Antwerp
10. 7 listopada 2009 – Antwerpia, Belgia – Sportpaleis Antwerp
11. 8 listopada 2009 – Antwerpia, Belgia – Sportpaleis Antwerp
12. 10 listopada 2009 – Antwerpia, Belgia – Sportpaleis Antwerp
13. 11 listopada 2009 – Antwerpia, Belgia – Sportpaleis Antwerp
14. 13 listopada 2009 – Arnhem, Holandia – GelreDome
15. 14 listopada 2009 – Arnhem, Holandia – GelreDome
16. 18 listopada 2009 – Rotterdam, Holandia – Ahoy Rotterdam
17. 19 listopada 2009 – Rotterdam, Holandia – Ahoy Rotterdam
18. 20 listopada 2009 – Rotterdam, Holandia – Ahoy Rotterdam
19. 21 listopada 2009 – Rotterdam, Holandia – Ahoy Rotterdam
20. 22 listopada 2009 – Rotterdam, Holandia – Ahoy Rotterdam
21. 23 listopada 2009 – Rotterdam, Holandia – Ahoy Rotterdam
22. 24 listopada 2009 – Rotterdam, Holandia – Ahoy Rotterdam
23. 27 listopada 2009 – Hamburg, Niemcy – O2 World
24. 28 listopada 2009 – Hamburg, Niemcy – O2 World
25. 29 listopada 2009 – Berlin, Niemcy – O2 World
26. 1 grudnia 2009 – Oberhausen, Niemcy – König Pilsener Arena
27. 2 grudnia 2009 – Mannheim, Niemcy – SAP Arena
28. 3 grudnia 2009 – Stuttgart, Niemcy – Schleyerhalle
29. 4 grudnia 2009 – Frankfurt, Niemcy – Frankfurt Festhalle
30. 5 grudnia 2009 – Frankfurt, Niemcy – Frankfurt Festhalle
31. 6 grudnia 2009 – Frankfurt, Niemcy – Frankfurt Festhalle
32. 8 grudnia 2009 – Erfurt, Niemcy – Messehalle
33. 10 grudnia 2009 – Monachium, Niemcy – Olympiahalle
34. 11 grudnia 2009 – Monachium, Niemcy – Olympiahalle
35. 12 grudnia 2009 – Monachium, Niemcy – Olympiahalle
36. 13 grudnia 2009 – Monachium, Niemcy – Olympiahalle
37. 15 grudnia 2009 – Brema, Niemcy – AWD Dome
38. 16 grudnia 2009 – Hanower, Niemcy – TUI Arena
39. 17 grudnia 2009 – Hanower, Niemcy –  TUI Arena
40. 18 grudnia 2009 – Kolonia, Niemcy – Lanxess Arena
41. 19 grudnia 2009 – Kolonia, Niemcy – Lanxess Arena
42. 20 grudnia 2009 – Dortmund, Niemcy – Westfalenhallen

## Koncerty w 2010
1. 18 czerwca 2010 – Sztokholm, Szwecja – Zamek Królewski (koncert zorganizowany z okazji urodzin księżniczki Wiktorii)
2. 4 sierpnia 2010 – Halmstad, Szwecja – Leif's Lounge
3. 7 sierpnia 2010 – Sundsvall, Szwecja – Norrporten Arena
4. 8 sierpnia 2010 – Skanderborg, Szwecja – Smukfest
5. 14 sierpnia 2010 – Halmstad, Szwecja – Markanplatsen
6. 21 sierpnia 2010 – Stavanger, Norwegia – Vistestranden
7. 10 września 2010 – Moskwa, Rosja – Megasport Arena
8. 12 września 2010 – Petersburg, Rosja – Pałac Lodowy

## Koncerty w 2011
Europa – część 1
1. 28 lutego 2011 – Kazań, Rosja – Tatneft Arena
2. 3 marca 2011 – Samara, Rosja – MTL Arena
3. 5 marca 2011 – Jekaterynburg, Rosja – KKR Uralec
4. 7 marca 2011 – Nowosybirsk, Rosja – Siberia Arena
5. 10 marca 2011 – Kijów, Ukraina – Międzynarodowe Centrum Wystawiennicze
6. 12 marca 2011 – Mińsk, Białoruś – Mińsk Arena
7. 14 marca 2011 – Wilno, Litwa – Siemens Arena
8. 16 marca 2011 – Ryga, Łotwa – Arēna Rīga

Ameryka Południowa
1. 2 kwietnia 2011 – Montevideo, Urugwaj – Velódromo
2. 4 kwietnia 2011 – Buenos Aires, Argentyna – Luna Park
3. 5 kwietnia 2011 – Buenos Aires, Argentyna – Luna Park
4. 7 kwietnia 2011 – Córdoba, Argentyna – Orfeo Superdomo
5. 9 kwietnia 2011 – Santiago, Chile – Movistar Arena
6. 12 kwietnia 2011 – Porto Alegre, Brazylia – Pepsi on Stage
7. 14 kwietnia 2011 – São Paulo, Brazylia – Credicard Hall
8. 16 kwietnia 2011 – Rio de Janeiro, Brazylia – Citibank Hall
9. 17 kwietnia 2011 – Belo Horizonte, Brazylia – Chevrolet Hall
10. 19 kwietnia 2011 – São Paulo, Brazylia – Credicard Hall
11. 20 maja 2011 – Dubaj, Zjednoczone Emiraty Arabskie – Dubai World Trade Centre

Europa – część 2
1. 25 maja 2011 – Stambuł, Turcja – Maçka Küçükçiftlik Park
2. 27 maja 2011 – Ateny, Grecja – Terra Vibe Park
3. 29 maja 2011 – Sofia, Bułgaria – Stadion Georgiego Asparuchowa
4. 30 maja 2011 – Bukareszt, Rumunia – Zone Arena
5. 1 czerwca 2011 – Budapeszt, Węgry – Papp László Budapest Sportaréna
6. 3 czerwca 2011 – Graz, Austria – Schwarzl Freizeit Zentrum
7. 5 czerwca 2011 – Praga, Czechy – O2 Arena
8. 6 czerwca 2011 – Koszyce, Słowacja – Steel Aréna
9. 9 czerwca 2011 – Bergen, Norwegia – Bergenfest Plenen
10. 11 czerwca 2011 – Berlin, Niemcy – Cytadela Spandau
11. 12 czerwca 2011 – Oberursel, Niemcy – Hessentagsarena
12. 15 czerwca 2011 – Lipsk, Niemcy – Pomnik Bitwy Narodów
13. 16 czerwca 2011 – Kolonia, Niemcy – Tanzbrunnen
14. 19 czerwca 2011 – Warszawa, Polska – Torwar
15. 24 czerwca 2011 – Neckarsulm, Niemcy – Audi Werksgelände
16. 25 czerwca 2011 – Ingolstadt, Niemcy – Audi Sportspark
17. 27 czerwca 2011 – Ostrawa, Czechy – ČEZ Aréna
18. 7 lipca 2011 – Stavern, Norwegia – Stavernfestivalen
19. 9 lipca 2011 – Weert, Holandia – Bospop Festival
20. 14 lipca 2011 – Locarno, Szwajcaria – Moon and Stars Festival
21. 16 lipca 2011 – Pargas, Finlandia – Rowlit Festival
22. 22 lipca 2011 – Kopenhaga, Dania – Ogrody Tivoli
23. 24 lipca 2011 – Göteborg, Szwecja – Slottskogsvallen
24. 29 lipca 2011 – Haugesund, Norwegia – Haugesund Stadion
25. 31 lipca 2011 – Tienen, Belgia – Suikerrock Festival
26. 1 września 2011 – Tromsø, Norwegia – Døgnvillfestival
27. 10 października 2011 – Wiedeń, Austria – Stadthalle
28. 11 października 2011 – Monachium, Niemcy – Olympiahalle
29. 13 października 2011 – Hanower, Niemcy – TUI Arena
30. 14 października 2011 – Halle, Niemcy – Gerry Weber Stadion
31. 16 października 2011 – Mannheim, Niemcy – SAP Arena
32. 17 października 2011 – Stuttgart, Niemcy – Schleyerhalle
33. 19 października 2011 – Oberhausen, Niemcy – König Pilsener Arena
34. 22 października 2011 – Tel Awiw, Izrael – Centrum Konferencyjne
35. 24 października 2011 – Berlin, Niemcy – O2 World
36. 25 października 2011 – Hamburg, Niemcy – O2 World
37. 27 października 2011 – Norymberga, Niemcy – Nuremberg Arena
38. 30 października 2011 – Genewa, Szwajcaria – SEG Geneva Arena
39. 31 października 2011 – Zurych, Szwajcaria – Hallenstadion
40. 3 listopada 2011 – Sztokholm, Szwecja – Ericsson Globe
41. 4 listopada 2011 – Malmö, Szwecja – Malmö Arena
42. 5 listopada 2011 – Horsens, Dania – Forum Horsens Arena
43. 8 listopada 2011 – Helsinki, Finlandia – Hartwall Arena
44. 15 listopada 2011 – Londyn, Anglia – Wembley Arena
45. 18 listopada 2011 – Madryt, Hiszpania – Palacio Vistalegre
46. 19 listopada 2011 – Barcelona, Hiszpania – Palau Sant Jordi
47. 26 listopada 2011 – Ischgl, Austria – Sportplatz
48. 1 grudnia 2011 – Moskwa, Rosja – Crocus City Hall
49. 3 grudnia 2011 – Petersburg, Rosja – Pałac Lodowy
50. 6 grudnia 2011 – Kijów, Ukraina – Pałac Sportu

Koncerty odwołane:
1. 18 marca 2011 – Tallinn, Estonia – Saku Suurhall (odwołany z powodu choroby gardła Gun Marie Fredriksson)
2. 1 kwietnia 2011 – Meksyk, Meksyk – Vive Cuervo Salón (odwołany)

## Koncerty w 2012
Australia
1. 14 lutego 2012 – Brisbane, Brisbane Entertainment Centre
2. 16 lutego 2012 – Sydney, Sydney Entertainment Centre
3. 17 lutego 2012 – Sydney, Sydney Entertainment Centre
4. 18 lutego 2012 – Melbourne, Rod Laver Arena
5. 20 lutego 2012 – Adelaide, Adelaide Entertainment Centre
6. 22 lutego 2012 – Melbourne, Rod Laver Arena
7. 24 lutego 2012 – Brisbane, Brisbane Entertainment Centre
8. 25 lutego 2012 – Sydney, Sydney Entertainment Centre
9. 28 lutego 2012 – Perth, Challenge Stadium
10. 29 lutego 2012 – Perth, Challenge Stadium

Azja
1. 3 marca 2012 – Dżakarta, Indonezja – Mata Elang International Stadium
2. 6 marca 2012 – Kallang, Singapur – Singapoore Indoor Stadium
3. 8 marca 2012 – Hongkong, Hong Kong Convention and Exhibition Centre
4. 10 marca 2012 – Tajpej, Tajwan – ATT Show Box
5. 12 marca 2012 – Pekin, Chiny – MasterCard Center
6. 14 marca 2012 – Szanghaj, Chiny – Shanghai Indoor Stadium

Ameryka Południowa
1. 17 kwietnia 2012 – Caracas, Wenezuela – Terraza del C.C.C.T.
2. 19 kwietnia 2012 – Quito, Ekwador – Coliseo Rumiñahui
3. 21 kwietnia 2012 – Lima, Peru – Estadio Monumental Explanada
4. 24 kwietnia 2012 – Buenos Aires, Argentyna – Luna Park
5. 26 kwietnia 2012 – Neuquén, Argentyna – Estadio Ruca Che
6. 28 kwietnia 2012 – Mar del Plata, Argentyna – Estadio Polideportivo
7. 30 kwietnia 2012 – Rosario, Argentyna – Salón Metropolitano
8. 3 maja 2012 – Córdoba, Argentyna – Orfeo Superdomo
9. 5 maja 2012 – Santiago, Chile – Espacio Riesco
10. 8 maja 2012 – Kurytyba, Brazylia – Teatro Positivo
11. 10 maja 2012 – São Paulo, Brazylia – Credicard Hall
12. 12 maja 2012 – Rio de Janeiro, Brazylia – Citibank Hall
13. 15 maja 2012 – Brasília, Brazylia – Ginásio Nilson Nelson
14. 18 maja 2012 – Recife, Brazylia – Chevrolet Hall

Afryka Południowa:
1. 3 czerwca 2012 – Johannesburg, Ticketpro Dome
2. 5 czerwca 2012 – Durban, ICC Arena
3. 8 czerwca 2012 – Kapsztad, Grand West Arena

Europa:
1. 27 czerwca 2012 – Borlänge, Szwecja – Peace & Love Festival
2. 29 czerwca 2012 – Amsterdam, Holandia – Heineken Music Festival
3. 30 czerwca 2012 – Kaiserslautern, Niemcy – Fritz–Walter–Stadion
4. 3 lipca 2012 – Glasgow, Szkocja – Scottish Conference and Exhibiton Centre
5. 4 lipca 2012 – Manchester, Anglia – Manchester Arena
6. 6 lipca 2012 – Birmingham, Anglia – LG Arena
7. 9 lipca 2012 – Dublin, Irlandia – The O2
8. 13 lipca 2012 – Kristiansand, Norwegia – Odderøya
9. 14 lipca 2012 – Halden, Norwegia – Fredriksten Fortress
10. 17 lipca 2012 – Zurych, Szwajcaria – Sunset Festival
11. 19 lipca 2012 – Kluż–Napoka, Rumunia – Cluj Arena
12. 24 lipca 2012 – Sopot, Polska – Ergo Arena
13. 27 lipca 2012 – Kotka, Finlandia – Vellamo Maritime Centre
14. 28 lipca 2012 – Oulu, Finlandia – Qstock
15. 17 sierpnia 2012 – Bodø, Norwegia – Parkenfestivalen
16. 18 sierpnia 2012 – Ålesund, Norwegia – Jugendfest

Ameryka Północna:
1. 29 sierpnia 2012 – Ottawa, Kanada – Scotiabank Place
2. 30 sierpnia 2012 – Toronto, Kanada – Molson Canadian Amphitheatre
3. 31 sierpnia 2012 – Montreal, Kanada – Centre Bell
4. 2 września 2012 – Nowy Jork, Nowy Jork, USA – Madison Square Garden
5. 4 września 2012 – Boston, Massachusetts, USA – House of Blues
6. 7 września 2012 – Winnipeg, Kanada – MTS Centre
7. 9 września 2012 – Calgary, Kanada – Scotiabank Saddledome
8. 10 września 2012 – Edmonton, Kanada – Rexall Place
9. 12 września 2012 – Vancouver, Kanada – Rogers Arena
10. 14 września 2012 – San Francisco, Kalifornia, USA – Nob Hill Manison Center
11. 15 września 2012 – Universal City, Kalifornia, USA – Gibson Amphitheatre
12. 19 września 2012 – Meksyk, Meksyk, USA – National Auditorium

Koncerty odwołane w 2012:
1. 11 lutego 2012 – Auckland, Nowa Zelandia – Vector Arena (odwołany z powodu choroby Pera Gessle)
2. 18 kwietnia 2012 – Bogota, Kolumbia – Simón Bolivár Park (odwołany)
3. 4 maja 2012 – Asunción, Paragwaj – Rakiura Resort (odwołany)
4. 21 lipca 2012 – Brøndby, Dania – Svanholm Park (odwołany)

## Koncerty w 2013
1. 6 kwietnia 2013 – Kleine Scheidegg, Szwajcaria – Snowpen Air

## Koncerty w 2014
1. 28 października 2014 – Władywostok, Rosja – Fetisov Arena
2. 30 października 2014 – Chabarowsk, Rosja – Platinum Arena
3. 2 listopada 2014 – Krasnojarsk, Rosja – Ivan Yarygin Sports Palace
4. 4 listopada 2014 – Nowosybirsk, Rosja – Novosibirsk Expo Centre
5. 7 listopada 2014 – Magnitogorsk, Rosja – Ariena Mietałłurg
6. 9 listopada 2014 – Jekaterynburg, Rosja – KKR Uralec
7. 12 listopada 2014 – Saratów, Rosja – Pałac Sportów Lodowych Kristałł
8. 14 listopada 2014 – Rostów nad Donem, Rosja – Pałac Sportu
9. 16 listopada 2014 – Krasnodar, Rosja – Basket–Hall Arena
10. 19 listopada 2014 – Petersburg, Rosja – Pałac Lodowy
11. 21 listopada 2014 – Moskwa, Rosja – Crocus City Hall
12. 23 listopada 2014 – Tallinn, Estonia – Saku Suurhall
13. 25 listopada 2014 – Kowno, Litwa – Žalgiris Arena
14. 28 listopada 2014 – Helsinki, Finlandia – Hartwall Arena
15. 29 listopada 2014 – Turku, Finlandia – HK Areena

## Koncerty w 2015
Oceania:
1. 7 lutego 2015 – Auckland, Nowa Zelandia – Vector Arena
2. 10 lutego 2015 – Brisbane, Australia – Brisbane Entertainment Centre
3. 14 lutego 2015 – Perth, Australia – Perth Arena
4. 17 lutego 2015 – Adelaide, Australia – Adelaide Entertainment Centre
5. 20 lutego 2015 – Melbourne, Australia – Rod Laver Arena
6. 21 lutego 2015 – Coldstream, Australia – Rochford Wines
7. 23 lutego 2015 – Wollongong, Australia – WIN Entertainment Centre
8. 25 lutego 2015 – Sydney, Australia – Sydney Opera House
9. 27 lutego 2015 – Sydney, Australia – Sydney Entertainment Centre
10. 28 lutego 2015 – Pokolbin, Australia – Bimabdgen Estate

Europa:
1. 10 maja 2015 – Mediolan, Włochy – Teatro degli Arcimboldi
2. 13 maja 2015 – Madryt, Hiszpania – Palacio Vistalegre
3. 14 maja 2015 – Barcelona, Hiszpania – Palau Sant Jordi
4. 17 maja 2015 – Bukareszt, Rumunia – Arenele Romane
5. 19 maja 2015 – Budapeszt, Węgry – Papp László Budapest Sportaréna
6. 21 maja 2015 – Praga, Czechy – O2 Arena
7. 23 maja 2015 – Jelling, Dania – Jelling Musikfestival
8. 26 maja 2015 – Paryż, Francja – Olympia
9. 27 maja 2015 – Amsterdam, Holandia – Heineken Music Hall
10. 29 maja 2015 – Antwerpia, Belgia – Lotto Arena
11. 1 czerwca 2015 – Dublin, Irlandia – 3Arena
12. 13 czerwca 2015 – Trondheim, Norwegia – Sverresborg Arena
13. 15 czerwca 2015 – Ostrawa, Czechy – ČEZ Aréna
14. 17 czerwca 2015 – Sofia, Bułgaria – Arena Armeec
15. 22 czerwca 2015 – Warszawa, Polska – Torwar
16. 24 czerwca 2015 – Kolonia, Niemcy – Lanxess Arena
17. 25 czerwca 2015 – Hamburg, Niemcy – O2 World
18. 27 czerwca 2015 – Berlin, Niemcy – O2 World
19. 28 czerwca 2015 – Drezno, Niemcy – Elbwiesen
20. 30 czerwca 2015 – Mannheim, Niemcy – SAP Arena
21. 2 lipca 2015 – Stuttgart, Niemcy – Porsche–Arena
22. 3 lipca 2015 – Bad Kissingen, Niemcy – Luitpoldpark
23. 5 lipca 2015 – Moguncja, Niemcy – Port of Mainz (odwołany z przyczyn technicznych)
24. 7 lipca 2015 – Monachium, Niemcy – Olympiahalle
25. 8 lipca 2015 – Wiedeń, Austria – Wiener Stadthalle
26. 10 lipca 2015 – Locarno, Szwajcaria – Moon And Stars Festival
27. 11 lipca 2015 – Zurych, Szwajcaria – Live at Sunset Festival
28. 13 lipca 2015 – Londyn, Anglia – O2 Arena
29. 18 lipca 2015 – Kalmar, Szwecja – Fredriksskans IP
30. 22 lipca 2015 – Halmstad, Szwecja – Örjans Vall
31. 24 lipca 2015 – Göteborg, Szwecja – Slottskogsvallen
32. 25 lipca 2015 – Sztokholm, Szwecja – Maritime Museum
33. 27 lipca 2015 – Rättvik, Szwecja – Dalhalla
34. 7 sierpnia 2015 – Klaksvík, Wyspy Owcze – Summarfestivalurin
35. 15 sierpnia 2015 – Vaasa, Finlandia – Kaarlen kenttä
36. 22 sierpnia 2015 – Drammen, Norwegia – Drammen Elvefestival

## Koncerty w 2016
1. 31 stycznia 2016 – Johannesburg, Afryka Południowa – Ticketpro Dome
2. 2 lutego 2016 – Durban, Afryka Południowa – ICC Arena
3. 5 lutego 2016 – Port Elizabeth, Afryka Południowa – Nelson Mandela Bay Stadium
4. 7 lutego 2016 – Kapsztad, Afryka Południowa – Grand West Arena
5. 8 lutego 2016 – Kapsztad, Afryka Południowa – Grand West Arena

Odwołane koncerty w Europie z powodu choroby Gun Marie Fredriksson:
1. 3 czerwca 2016 – Murten, Szwajcaria – Stars of Sounds Festival (odwołany)
2. 18 czerwca 2016 – Jyväskylä, Finlandia – Sataman Yö Festival (odwołany)
3. 30 czerwca 2016 – Bratysława, Słowacja – Ondrej Nepela Arena (odwołany)
4. 2 lipca 2016 – Klam, Austria – Burg Clam (odwołany)
5. 8 lipca 2016 – Londyn, Anglia – Old Royal Naval College (odwołany)
6. 10 lipca 2016 – Weert, Holandia – Bospop (odwołany)
7. 15 lipca 2016 – Mönchengladbach, Niemcy – SparkassenPark (odwołany)
8. 19 lipca 2016 – Halle, Niemcy – Freilichtbühne Peißnitz (odwołany)
9. 21 lipca 2016 – Berlin, Niemcy – Berlińska Cytadela (odwołany)
10. 23 lipca 2016 – Emmendingen, Niemcy – Schloßplatz (odwołany)
11. 29 lipca 2016 – Knutsford, Anglia – Tatton Park (odwołany)
12. 31 lipca 2016 – Tienen, Belgia – Suikerrock Festival (odwołany)
13. 9 września 2016 – Petersburg, Rosja – Pałac Lodowy (odwołany)
14. 11 września 2016 – Moskwa, Rosja – Crocus City Hall (odwołany)

## Roxette
- Marie Fredriksson – wokal
- Per Gessle – wokal, gitara rytmiczna i prowadząca, harmonijka ustna
- Per Alsing – perkusja i instrumenty perkusyjne
- Magnus Börjson – gitara basowa i chórki
- Malin Ekstrand – chórki i instrumenty perkusyjne w 2010
- Helena Josefsson – chórki i instrumenty perkusyjne w 2009 i 2011
- Christoffer Lundquist – gitara prowadząca
- Dea Norberg – chórki i instrumenty perkusyjne
- Clarence Öwferman – keyboardy

## Artyści supportujący Roxette
- Darren Hayes – Londyn w 2011
- 1927 – Australia w 2012
- Hesta Prynn – Nowy Jork w 2012
- Mim Grey – Manchester w 2012
- Glass Tiger – Kanada w 2012
- Boom Crash Opera – Australia w 2015
- Dragon – Australia w 2015
- Eurogliders – Australia w 2015
- Eskobar – Europa w 2015